# Engleski jezik
Engleski jezik (endonim: English language) jedan je od dvaju jezika engleske podskupine zapadnogermanskih jezika kojim govori više od 328 008 000 ljudi, a poznaje ga 508 milijuna diljem svijeta od čega većina živi na području Ujedinjenoga Kraljevstva (55 000 000; 1984.), Sjedinjenih Američkih Država (210 000 000; 1984.), Australije (15 682 000; 1987), Novog Zelanda (3 213 000; 1987.), Irskoj (2 600 000; 1983.), Zimbabveu (375 490; 1969.), Singapuru (227 000; 1985.), Liberiji (69 000; 1993.), Izraelu (100 000; 1993.) i drugdje. U svakoj od nabrojanih država govori se zasebna nacionalna standardna inačica engleskog jezika i svaka ima određene jezične posebnosti koje su zabilježene i u kodificirajućim knjigama pojedine države (rječniku, gramatici i pravopisu). Stoga se engleski jezik u sociolingvistici klasificira kao policentrični standardni jezik kakvi su i drugi veći europski jezici. Engleski je najrašireniji jezik na svijetu poslije kineskoga, španjolskoga i hindskoga jezika.

## Povijest i širenje
Engleski jezik nastao je od jezika germanskih plemena koja su se u kasnom starom vijeku naselila na jugoistoku otoka Velike Britanije. S razvojem je britanskoga kolonijalnog carstva u koloniziranim je područjima njezin jezik postajao dominantan, a često i služben. U Sjedinjenim Američkim Državama na saveznoj razini ne postoji službeni jezik, no taj je de facto engleski. U Kanadi se, osim u Québecu gdje je dominantniji francuski, također govori engleski. Jezici sjevernoameričkih indijanskih plemena skoro su izumrli jer su ta plemena raseljena u rezervate i pri tome im se populacija osjetno smanjila, te su praktički svi njihovi pripadnici asimilirani u današnju civilizaciju. Sličan proces zbivao se za vrijeme kolonizacije Južnoafričke Republike, Australije i Novog Zelanda s istim posljedicama.

## Klasifikacija
Engleski je indoeuropski jezik koji pripada zapadnogermanskoj grupi germanskih jezika. Poput islandskog te ferojskog i engleski se razvio na izoliranom otočju, Britanskim otocima, izoliran od kontinentalnih germanskih jezika i utjecaja, a od dolaska Germana na otočje jako se razvio. Govornici engleskog ne mogu se sporazumjeti s govornicima kontinentalnih germanskih jezika zbog velikih razlika u leksiku, sintaksi i fonologiji. Engleski je, za razliku od islandskog i ferojskog, ipak bio pod većim utjecajem drugih jezika, posebno staronordijskog i normandijskog jezika. Zbog velika utjecaja ovih jezika neki jezikoslovci smatraju da se engleski može smatrati kreolskim jezikom, to jest jezikom koji je nastao miješanjem više jezika, ali mnogi stručnjaci ne smatraju da je engleski pravi kreolski jezik.
Klasificiran je kao germanski jezik jer dijeli mnoga oblježja i inovacije s drugim germanskim jezicima poput nizozemskog, njemačkog i švedskog. Ove se inovacije mogu rekonstruirati u zajednički prajezik, pragermanski. Neka su obilježja koja dijele germanski jezici postojanje jakih i slabih glagola, upotreba modalnih glagola i glasovne promjene koje su promijenile praindoeuropske konsonante na specifičan način poput Grimmova ili Vernerova zakona. Nadalje je klasificiran kao anglofrizijski jezik jer s frizijskim jezikom dijeli neke inovacije koje ne dijeli ni s jednim drugim germanskim jezikom, primjerice, palatalizacija velarnih suglasnika.

## Fonologija
Fonetika i fonologija engleskoga jezika razlikuju se od dijalekta do dijalekta, ali svi se oni mogu međusobno razumjeti. Ovdje su uglavnom navedeni standardni (uobičajeni) izgovori u Ujedinjenom Kraljevstvu (Received Pronunciation) i SAD-u (General American).
U sljedećim se tablicama koristi MFA-om.

### Suglasnici
Većina engleskih dijalekata ima ista 24 suglasnika. Navedeni suglasnici vrijede za kalifornijski engleski i za Received Pronunciation i zapisani su međunarodnom fonetskom abecedom.
|              | Labijalni | Labijalni | Dentalni | Dentalni | Alveolarni | Alveolarni | Postalveolarni | Postalveolarni | Palatalni | Palatalni | Velarni | Velarni | Glotalni | Glotalni |
| ------------ | --------- | --------- | -------- | -------- | ---------- | ---------- | -------------- | -------------- | --------- | --------- | ------- | ------- | -------- | -------- |
| Nazali       |           | m         |          |          |            | n          |                |                |           |           |         | ŋ       |          |          |
| Plozivi      | p         | b         |          |          | t          | d          |                |                |           |           | k       | ɡ       |          |          |
| Afrikate     |           |           |          |          |            |            | t͡ʃ             | d͡ʒ             |           |           |         |         |          |          |
| Frikativi    | f         | v         | θ        | ð        | s          | z          | ʃ              | ʒ              |           |           | (ʍ)**   | (ʍ)**   | h        |          |
| Aproksimanti |           |           |          |          |            | l          |                | ɹ*             |           | j         |         | w       |          |          |

*konvencionalno transkribiran kao /r/
**samo u nekim dijalektima
Kada se plozivi, frikativi i afrikate pojavljuju u paru, prvi je jak (napet), a drugi slab (nenapet). Jaki se suglasnici poput /p tʃ s/ izgovaraju s više mišićne napetosti i snage daha i uvijek su bezvučni. Slabi su suglasnici djelomično zvučni na početku i na kraju izričaja, a potpuno su zvučni između samoglasnika.

#### Izgovor
Ovdje je važno naglasiti da se riječi mogu izgovarati na različite načine ovisno o dijalektu.
- /m/ se izgovara kao hrvatsko m, a obično se tako i zapisuje: mine, man, meet
- /p/ se izgovara slično hrvatskom p, a obično se i zapisuje na taj način: happy, soup, sleep
- /b/ se izgovara slično hrvatskom b i većinu se vremena zapisuje tako: bored, labial, robber
- /f/ se izgovara slično hrvatskom f, a obično se zapisuje kao ⟨f⟩ (fire, flow, sofa) i ⟨ph⟩ ili ⟨pph⟩ (philosophy, sapphire, photography)
- /v/ se izgovara slično hrvatskom v, ali s više frikcije, uglavnom se tako i zapisuje iako se u riječi of piše grafemom ⟨f⟩: love, vine, ventil
- /θ/ se izgovara tako da se jezik stavi na zube i propusti se zrak, bezvučan je, a obično se zapisuje kao ⟨th⟩: thin, thing, both
- /ð/ se izgovara isto kao /θ/, ali zvučno, također se obično zapisuje kao ⟨th⟩: that, bother, the
- /n/ se izgovara poput hrvatskog n, a tako se obično i zapisuje: nose, funny, tin
- /t/ se izgovara slično hrvatskom t, a tako se obično i zapisuje: bitter, wallet, etiology
- /d/ se izgovara slično hrvatskom d, a obično ga se tako i zapisuje: dive, ladder, decimal
- /s/ se izgovara slično hrvatskom s, a zapisuje se na razne načine, obično kao ⟨s⟩ (kada nije između samoglasnika, nakraju riječi ako ispred njega dolazi nenapeti suglasnik i dr.) ili ⟨c⟩ ispred ⟨i⟩ ili ⟨e⟩: song, pets, city, face
- /z/ se izgovara slično hrvatskom z, a obično se zapisuje kao ⟨z⟩ (zoo, gazump), kao ⟨s⟩ gdje se ne izgovara kao /s/ (phrases, beds) i kao ⟨x⟩ na početku riječi (xenon, xylophone)
- /l/ se izgovara slično hrvatskom l, ali različiti dijalekti izgovaraju ovaj glas na različite načine: u mnogima je velariziran, obično se zapisuje kao l: line, balcony, almost
- /t͡ʃ/ se izgovara slično hrvatskom č, a obično se zapisuje kao ⟨ch⟩ ili ⟨tch⟩ (chalk, attached, kitchen), kao ⟨c⟩ ili ⟨cc⟩, obično u riječima podrijetlom iz talijanskog jezika (cello, bocce, capuccino) i na druge načine

- /d͡ʒ/ se izgovara slično hrvatskom dž, a obično se zapisuje kao ⟨j⟩ (jump, joke, Jill), kao ⟨dg⟩ ispred ⟨e⟩, ⟨i⟩, ⟨y⟩ (kada prikazuje samoglasnik) ili sufiksa (lodger, pidgin, aknowledgment) ili kao ⟨g⟩ ispred ⟨i⟩, ⟨e⟩, ⟨y⟩, ⟨ae⟩ i ⟨oe⟩ (rage, gigantic, gentle), ali izgovara se kao /g/ u riječima kao što su get, gig i druge
- /ʃ/ se izgovara slično hrvatskom š, a obično se zapisuje kao ⟨sh⟩ (ship, shore, shame), kao ⟨ch⟩ u riječima podrijetlom uglavnom iz francuskog (chaise, machine, cached), ⟨t⟩ ispred i i samoglasnika (nation, patience, variation)
- /ʒ/ se izgovara slično hrvatskom ž, a zapisuje se na mnogo različitih načina: kao ⟨j⟩, uglavnom u riječima francuskog podrijetla (jongleur, julienne, bijou), kao ⟨c⟩ u nekim specifičnim primjerima (coercion), kao ⟨g⟩ u nekim slučajevima ispred ⟨i⟩ i ⟨e⟩ ili nekim drugim slučajevima (genre, barrage, regime, judgment), kao ⟨t⟩ ispred ⟨i⟩ i samoglasnika (equation), kao ⟨x⟩ gdje se izgovara kao /gʒ/ ili /kʒ/ (luxurious), kao ⟨s⟩ u nekim riječima (closure, vision), mnogi izgovaraju i ⟨z⟩ u riječima poput azure ili seizure kao /ʒ/, a drugi kao /zj/
- /ɹ/ se može različito, ovisno o dijalektu, upravo se zato često u fonetskom zapis zapisuje kao jednostavno /r/
- /j/ se izgovara kao hrvatsko j, a obično se zapisuje kao ⟨y⟩ (yes, young), kao ⟨j⟩ u nekim riječima (hallelujah, fjord), kao ⟨u⟩ kada se ono izgovara kao /ju:/ (mute, student, union), kao ⟨i⟩, obično ispred samoglasnika (onion, union) i na druge načine
- /ŋ/ se izgovara tako da se jezik stavi u položaj kao da će se izgovoriti /g/ ili /k/, ali glas se propusti kroz nos tvoreći velarni nazal, obično se zapisuje kao ⟨ng⟩ (sing, wrong, kingly), kao ⟨n⟩, obično ispred velarnih suglasnika, (link, pink, sink), kao ⟨nc⟩ ili ⟨nd⟩ (charabanc, handkerchief), kao ⟨ngue⟩ (tongue) i na druge načine
- /k/ se izgovara slično hrvatskom k, a obično se zapisuje kao ⟨c⟩, obično ispred ⟨a⟩, ⟨o⟩, ⟨u⟩ ili suglasnika, to jest ondje gdje se ne izgovara kao /s/ ili što drugo (cat, cross, predict), kao ⟨ck⟩ (pocket, knock, ticket), kao ⟨ch⟩, obično u riječima podrijetlom iz grčkog (chemistry, chord, lichen) i na druge načine
- /g/ se izgovara slično hrvatskom g, a obično se tako ili slično i zapisuje: gig, ghost, get, egg
- /w/ se izgovara tako da se jezik približi mekom nepcu, a usne se skupe slično kao kada se izgovara /u/, u hrvatskom se pojavljuje kao alofon glasa /ʋ/ (slovo ⟨v⟩) ispred glasa /u/), u engleskom se obično zapisuje kao ⟨w⟩ (water, word, will), iako se ono ne izgovara ispred ⟨r⟩ kao u write, ali i na druge načine, primjerice kao ⟨u⟩ (persuade)
- /h/ se izgovara tako da se zrak jednostavno propusti kroz glasnice i usnu šupljinu, obično se obilježava kao ⟨h⟩, ali ono se ne izgovara uvijek, izgovara se kao /h/ u riječima hot, he, hole, ali se ne izgovara u riječima poput hono(u)r, honest, hour, piranha; u rijetkim se primjerima zapisuje i na druge načine poput ⟨wh⟩ (kao u riječi who), ⟨j⟩ (kao u riječi fajita), ⟨ch⟩ (chutzpah) ili ⟨x⟩ (Quixote)

### Samoglasnici
Izgovor samoglasnika jako se razlikuje od dijalekta do dijalekta. Naglašeni slogovi izgovaraju se duže i glasnije od nenaglašenih gdje su samoglasnici obično reducirani. U tablici su prikazani samoglasnici u Received Pronunciationu i General Americanu.
| RP | GA   | Primjer |
| -- | ---- | ------- |
| iː | i    | need    |
| ɪ  | ɪ    | bid     |
| e  | ɛ    | bed     |
| æ  | æ    | back    |
| ɑː | ɑ    | bra     |
| ɒ  | ɑ    | box     |
| ɒ  | ɔ, ɑ | cloth   |
| ɔː | ɔ, ɑ | paw     |
| uː | u    | food    |
| ʊ  | ʊ    | good    |
| ʌ  | ʌ    | but     |
| ɜː | ɜɹ   | bird    |
| ə  | ə    | comma   |

| RP | GA | Primjer |
| -- | -- | ------- |
| eɪ | eɪ | bay     |
| əʊ | oʊ | road    |
| aɪ | aɪ | cry     |
| aʊ | aʊ | cow     |
| ɔɪ | ɔɪ | boy     |
| ɪə | ɪɹ | peer    |
| eə | ɛɹ | pair    |
| ʊə | ʊɹ | poor    |

U RP-u duljine samoglasnika fonemične su, dugi se vokali označavaju znakom ⟨ː⟩. Primjer je samoglasnik u riječi need  [niːd] u usporedbi s onim u riječi bid [bɪd]. U General Americanu duljina samoglasnika nije fonemična. Samoglasnik /ə/ (poput glasa koji ispuštamo kada ne znamo što reći, zove se šva) pojavljuje se samo u nenaglašenim slogovima. Neki dijalekti ne razlikuju /ɪ/ i /ə/ u nenaglašenim slogovima pa se Lenin i Lennon izgovaraju potpuno jednako. U GA-u se /ɜr/ i /ər/ izgovaraju kao [ɚ] (na engleskome je naziv ovoga glasa r-coloured vowel) pa se riječ further (dalje) izgovara kao [ˈfɚðɚ], a u RP-u kao [ˈfəːðə].

### Naglasak
Naglasak je fonemičan u engleskom jeziku. To znači da ne postoje pravila kojim je moguće odrediti gdje će se u riječi nalaziti, nego je potrebno naučiti naglasak uz svaku riječ. Postoje riječi koje se razlikuju samo po naglasku.
Neke riječi, uglavnom kratke gramatički važne riječi poput can, imaju naglašen i nenaglašen oblik ovisno o tome nalaze li se u naglašenom ili nenaglašenom položaju.

## Gramatika
Za razliku od hrvatskog i većine slavenskih jezika engleski je tijekom povijesnog razvoja gotovo izgubio deklinaciju imenica i pridjeva te većinu glagolskih konjugacija.

### Imenice

#### Množina
Imenice u engleskom jeziku dijele se na brojive i nebrojive imenice. Pravilne brojive imenice tvore množinu dodavanjem sufiksa -s ili -es. Imenice koje završavaju na -o, -s, -ss, -z, -x, -sh i -ch obično primaju sufiks -es, a ostale sufiks -s. Iznimke su neke imenice koje završavaju na -o poput photo (mn. photos), piano (mn. pianos), halo (mn. halos). Također, neke imenice koje završavaju na -s ili -z zahtijevaju da se oni promijene u -ss- i -zz- prije nego što se doda sufiks -es, primjerice fez > fezzes, ali imenica gas dopušta i gasses i gases. Imenica volcano može dobiti i sufiks -s i sufiks -es (volcanos, volcanoes).
Imenice koje završavaju na -f ili -fe ozvuče glas /f/ u /v/, primjerice wolf > wolves i knife > knives, uz neke iznimke poput roof (mn. roofs), belief (mn. beliefs), chef (mn. chefs), chief (mn. chiefs).
Također, imenice koje završavaju slovom <y> zamjenjuju ga slovom <i> ako prije njega dolazi suglasnik, primjerice puppy > puppies. Imenice koje završavaju na -y ispred kojeg dolazi samoglasnik samo dodaju -s, primjerice toy > toys.
Primjer: house > houses (kuća > kuće), tomato > tomatoes (rajčica > rajčice), wife > wives (supruga > supruge), city > cities (grad > gradovi), lunch > lunches (ručak > ručkovi)...

##### Imenice iz latinskog i grčkog jezika
Imenice podrijetlom iz latinskog ili grčkog jezika često tvore množinu na načine na koje se u izvornim jezicima tvore, ali u svakodnevnom govoru te riječi često dobivaju uobičajene sufikse -s i -es.
Primjeri:
- Većina imenica koje završavaju na -us mijenjaju taj nastavak u -i (cactus > cacti)
- Mnoge imenice koje završavaju na -a mijenjaju taj nastavak u -ae (formula > formulae)
- Mnoge imenice koje završavaju na -on mijenjaju taj nastavak u -a (phenomenon > phenomena)
- Mnoge imenice koje završavaju na -is mijenjaju taj nastavak u -es (analysis > analyses)
- Mnoge imenice koje završavaju na -um mijenjaju taj nastavak u -a (desideratum > desiderata)
- Mnoge imenice koje završavaju na -ex i -ix mijenjaju te nastavke u -ices (index > indices ili indexes)
- Mnoge imenice koje završavaju na -en mijenjaju taj nastavak u -ina (foramen > foramina ili foramens)

Postoje i mnoga druga pravila temeljena na latinskim i grčkim deklinacijama.
Puno se imenica može upotrebljavati i s uobičajenim sufiksima, primjerice maximum > maximums/maxima, focus > foci/focuses ili alga > algae/algas. Neke imenice koje završavaju na -us uvijek imaju samo nastavak -uses, primjerice virus > viruses.

##### Nepravilne imenice
Engleski ima i neke nepravilne imenice:
- man > men
- woman > women
- goose > geese
- tooth > teeth
- foot > feet
- mouse > mice
- child > children
- ox > oxen
- fish > fish
- sheep > sheep
- deer > deer
- series > series

#### Posvojnost
Imenice mogu dodati posvojnu enklitiku -s, tzv. saski genitiv (zapisuje se kao 's u jednini i s' u množini, a za pravilne imenice to znači da su u izgovoru jednina s enklitikom, množina i množina s enklitikom jednake):
|            | Jednina  | Jednina  | Množina  | Množina                |
| Engleski   | Prijevod | Engleski | Prijevod |                        |
| ---------- | -------- | -------- | -------- | ---------------------- |
| Bez klitke | Bag      | Torba    | Bags     | Torbe                  |
| S klitikom | Bag's    | Torbin   | Bags'    | Pripada torbama, torbā |

Da je riječ o enklitici, a ne o pravome sufiksu, vidi se kada se ona doda iza čitave fraze, primjerice: the king of England's crown (kruna kralja Engleske), ovdje je the king of England čitava fraza na koju se dodaje enklitika.
Umjesto saskog genitiva može se upotrijebiti prijedlog of. Tradicionalno se taj prijedlog upotrebljavao samo za nežive imenice, a saski genitiv za žive, ali danas je razlika izblijedjela.

### Pridjevi
Pridjevi se s imenicom koja dolazi iza njih ne slažu u broju, to jest uvijek su isti: red house > red houses (crvena kuća > crvene kuće).

#### Komparacija
Pridjevi se mogu komparirati dodavanjem sufiksa -er za komparativ i sufiksa -est za superlativ, primjerice: loud > louder > loudest (glasan > glasniji > najglasniji) ili rare > rarer > rarest (rijedak > rjeđi > najrjeđi).  Ako pridjev završava na -y i suglasnik koji dolazi ispred njega, ono se zamjenjuje slovom -i, primjerice happy > happier > happiest (sretan > sretniji > najsretniji). Jednosložni pridjevi koji završavaju na samoglasnik iza kojeg slijedi suglasnik udvostruče taj suglasnik, primjerice: big > bigger > biggest (velik > veći > najveći).
Komparacija se može odvijati i perifrastično s pomoću priloga more i most koji se dodaju ispred pridjeva. Za različite govornike razlikuju se kriteriji upotrebe ovih dvaju načina kompariranja, ali za većinu govornika pridjevi s tri ili više slogova upotrebljavaju perifrastičnu komparaciju, primjerice: interesting > more interesting > most interesting (zanimljiv > zanimljiviji > najzanimljiviji), ali neki dvosložni pridjevi mogu slijediti sufiksalnu, ali i perifrastičnu komparaciju, primjerice: clever > cleverer/more clever > cleverest/most clever (pametan > pametniji > najpametniji).
Ispred superlativa obično dolazi određen član.

### Prijedlozi
Engleski ima jako puno prijedloga, a neki od njih zamjenjuju hrvatske padeže: prijedlog of zamjenjuje genitiv, a prijedlog to može se rabiti na mjestima gdje bi se u hrvatskom upotrijebio dativ, primjerice:
- I give it to you.

Ja dajem to tebi.
Moguće je i promijeniti redoslijed riječi te izbaciti prijedlog:
- I give you it.

Ja dajem tebi to.
Prijedlozi obično dolaze s objektnim zamjenicama.

### Zamjenice
Engleske osobne zamjenice još uvijek razlikuju dva oblika: subjektne zamjenice (subjective pronouns) dolaze od staroengleskog nominativa, a objektne zamjenice (objective pronouns) od staroengleskog akuzativa (kada su u ulozi izravnog objekta) i dativa (kada su u ulozi neizravnog objekta). Treće lice jednine također razlikuje oblike za muškarce (he), žene (she) i sve ostalo uključujući i životinje (it). Za razliku od hrvatskih, engleske imenice nemaju rod pa zato rod zamjenica odgovara spolu. Zamjenica za treće lice množine može se upotrebljavati neutralno u jednini. Također postoji i one (jedan) koji se upotrebljava kao impersonalna zamjenica, ali zbog jaka formalna prizvuka, ne upotrebljava se često kolokvijalno.
|           | Jednina    | Jednina    | Jednina    | Jednina    | Jednina   | Množina    | Množina    | Množina |
| Prvo lice | Drugo lice | Treće lice | Treće lice | Treće lice | Prvo lice | Drugo lice | Treće lice |         |
| Prvo lice | Drugo lice | Muški rod  | Ženski rod | Neživo     | Prvo lice | Drugo lice | Treće lice |         |
| --------- | ---------- | ---------- | ---------- | ---------- | --------- | ---------- | ---------- | ------- |
| Subjekt   | I          | you        | he         | she        | it        | we         | you        | they    |
| Objekt    | me         | you        | him        | her        | it        | us         | you        | them    |

Engleski također ima posvojne, povratne, recipročne, pokazne, neodređene te upitne i odnosne zamjenice.

### Član
Poput mnogih zapadnoeuropskih jezika, engleski ima dva člana: određeni i neodređeni.
| Određeni | Ispred samoglasnika | Ispred suglasnika |
| -------- | ------------------- | ----------------- |
| Jednina  | the                 | the               |
| Množina  | the                 | the               |

| Neodređeni | Ispred samoglasnika | Ispred suglasnika |
| ---------- | ------------------- | ----------------- |
| Jednina    | an                  | a                 |
| Množina    | —                   | —                 |

Neodređeni se član upotrebljava uz imenicu koja nije posebno određena, to jest kada za priču nije bitno je li to upravo taj predmet. Može ga se upotrebljavati i kada se govori o samo jednom od više.
Primjer: I'm eating an apple. – jedem neku jabuku, nije bitno koju.
Određeni se član rabi ispred određenih imenica. Bitno je znati o kojem se točno predmetu radi.
Primjer: I'm eating the apple. — jedem određenu jabuku, onu koju sam već spomenuo.

### Glagoli
Engleski glagoli poznaju puno oblika koji se uglavnom tvore pomoćnim glagolima.
Glagoli primaju jako malo sufiksa, oni su: -ing (particip prezenta), -s (treće lice jednine jednostavnog sadašnjeg vremena) i -ed (particip prošli i jednostavno prošlo vrijeme) za pravilne glagole.
Mnogi nepravilni glagoli imaju jedan oblik više jer past simple (jednostavna prošlost) i past participle (prošli particip) imaju različite nastavke, primjerice write (osnovni oblik), wrote (jednostavna prošlost), written (particip prošli). Na osnovu write mogu se dodati i sufiksi -s i -ing: writes i writing.

#### Present simple tense
Jednostavno sadašnje vrijeme ili present simple tense vrijeme je kojim se izriču radnje koje se ne događaju nužno u trenutku govorenja, nego se ponavljaju kao nekakve navike, rutinske, uobičajene svakodnevne radnje ili je riječ o općepoznatim činjenicama, kada se govori o stanjima ili radnjama koje nisu činjenice, ali pak ostaju takve, to jest ostaju nepromijenjene, neki duži vremenski period te kada se govori o rasporedu ili planovima.
| Lice    | Lice       | Potvrdne rečenice | Niječne rečenice        | Upitne rečenice       |
| ------- | ---------- | ----------------- | ----------------------- | --------------------- |
| Jednina | Prvo lice  | I learn           | I don't learn           | Do I learn?           |
| Jednina | Drugo lice | You learn         | You don't learn         | Do you learn?         |
| Jednina | Treće lice | He/she/it learns  | He/she/it doesn't learn | Does he/she/it learn? |
| Množina | Prvo lice  | We learn          | We don't learn          | Do we learn?          |
| Množina | Drugo lice | You learn         | You don't learn         | Do you learn?         |
| Množina | Treće lice | They learn        | They don't learn        | Do they learn?        |

Nastavci -s ili -es u trećem licu jednine dodaje se po pravilima sličnim onima po kojima se nastavci -s i -es dodaju na imenice u množini. Don't i doesn't mogu biti i do not i does not kada se želi naglasiti negacija.
Glagoli biti i imati nepravilni su:
| Lice    | Lice       | Potvrdne rečenice                | Niječne rečenice | Upitne rečenice |
| ------- | ---------- | -------------------------------- | ---------------- | --------------- |
| Jednina | Prvo lice  | I am/I'm                         | I am not         | Am I?           |
| Jednina | Drugo lice | You are/you're                   | You are not      | Are you?        |
| Jednina | Treće lice | He/she/it is ili he's/she's/it's | He/she/it is not | Is he/she/it?   |
| Množina | Prvo lice  | We are/we're                     | We are not       | Are we?         |
| Množina | Drugo lice | You are/you're                   | You are not      | Are you?        |
| Množina | Treće lice | They are/they're                 | They are not     | Are they?       |

Negativni se oblik glagola biti može i skratiti: you are not > you aren't, he is not > he isn't. Ovo ne vrijedi za prvo lice jednine.
Glagol imati (to have) u trećem licu jednine glasi has, a ne *haves, ostali su oblici pravilni.

#### Present continuous tense
Sadašnje trajno vrijeme ili present contrinuous upotrebljava se za izražavanje radnji koje se događaju upravo sada, u trenutku u kojem se govori ili piše, za izražavanje radnji koje su sada u tijeku, ali ne nužno u trenutku govorenja ili pisanja, za izražavanje radnje planirane za budućnost koja je isplanirana u trenutku izražavanja (uz neku oznaku za budućnost). Tvori se jednostavnim sadašnjim vremenom glagola biti i participom sadašnjim glagola (dodaje se nastavak -ing). Glagoli koji izražavaju stanje (glagoli koji izriču osjećaje, emocije, mentalnu aktivnosti ili posjedovanje čega).
| Lice    | Lice       | Potvrdne rečenice                         | Niječne rečenice          | Upitne rečenice        |
| ------- | ---------- | ----------------------------------------- | ------------------------- | ---------------------- |
| Jednina | Prvo lice  | I am/I'm learning                         | I am not learning         | Am I learning?         |
| Jednina | Drugo lice | You are/you're learning                   | You are not learning      | Are you learning?      |
| Jednina | Treće lice | He/she/it is ili he's/she's/it's learning | He/she/it is not learning | Is he/she/it learning? |
| Množina | Prvo lice  | We are/we're learning                     | We are not learning       | Are we learning?       |
| Množina | Drugo lice | You are/you're learning                   | You are not learning      | Are you learning?      |
| Množina | Treće lice | They are/they're learning                 | They are not learning     | Are they learning?     |

#### Present perfect tense
Present perfect tense upotrebljava se za radnje koje su se nedavno dogodile, a čije vrijeme nije spomenuto, radnje koje su se netom dogodile i imaju određen utjecaj na sadašnjost ili im je rezultat vidljiv u sadašnjosti, radnje koje imaju odjek u sadašnjosti, radnje koje su se dogodile u prošlosti i još traju, radnje koje su se dogodile u prošlosti i za koje smo sigurni da su povezane sa sadašnjosti, to jest postoji velika šansa da će se ponoviti, radnje unutar nedovršena vremenskog perioda (primjerice ovog jutra koje još nije završilo). Često uz njega dolaze vremenski prilozi poput just (za radnju koja je upravo završena), lately/recently (nedavno, za nedefinirano vremensko razdoblje), since (od u vremenskom smislu ako se još uvijek događa, postoji i sl.) i drugi.
Tvori se od jednostavnog sadašnjeg vremena glagola imati i participa prošlog glavnog glagola.
| Lice    | Lice       | Potvrdne rečenice                       | Niječne rečenice                 | Upitne rečenice      |
| ------- | ---------- | --------------------------------------- | -------------------------------- | -------------------- |
| Jednina | Prvo lice  | I have/ I've lived                      | I have not/I haven't lived       | Have I lived?        |
| Jednina | Drugo lice | You have/you've lived                   | You have not/you haven't lived   | Have you lived?      |
| Jednina | Treće lice | He/she/it has ili he's/she's/it's lived | He/she/it has not/hasn't lived   | Has he/she/it lived? |
| Množina | Prvo lice  | We have/we've lived                     | We have not/we haven't lived     | Have we lived?       |
| Množina | Drugo lice | You have/you've lived                   | You have not/you haven't lived   | Have you lived?      |
| Množina | Treće lice | They have/they've lived                 | They have not/they haven't lived | Have they lived?     |

#### Present perfect continuous tense
Present perfect continuous tense najčešće označava radnju koja je počela u prošlosti, koja traje u sadašnjosti i nastavit će se u budućnosti. Upotreba mu je gotovo pa jednaka onoj sadašnjeg svršenog vremena, ali stavlja naglasak na trajanje. Tvori se od jednostavnog sadašnjeg vremena, participa prošlog glagola biti (been) i participa sadašnjeg glavnog glagola.
| Lice    | Lice       | Potvrdne rečenice                             | Niječne rečenice                       | Upitne rečenice            |
| ------- | ---------- | --------------------------------------------- | -------------------------------------- | -------------------------- |
| Jednina | Prvo lice  | I have/ I've been living                      | I have not/I haven't been living       | Have I been living?        |
| Jednina | Drugo lice | You have/you've been living                   | You have not/you haven't been living   | Have you been living?      |
| Jednina | Treće lice | He/she/it has ili he's/she's/it's been living | He/she/it has not/hasn't been living   | Has he/she/it been living? |
| Množina | Prvo lice  | We have/we've been living                     | We have not/we haven't been living     | Have we been living?       |
| Množina | Drugo lice | You have/you've been living                   | You have not/you haven't been living   | Have you been living?      |
| Množina | Treće lice | They have/they've been living                 | They have not/they haven't been living | Have they been living?     |

#### Past simple tense
Jednostavno prošlo vrijeme ili past simple tense upotrebljava se za izricanje radnji koje su točno određene i završene u prošlosti, za izricanje prošlih radnji čije vrijeme nije definirano, ali imale su definirano razdoblje trajanja i za radnje koje su se dogodile unutar tog završenog vremenskog perioda, za izricanje prošlih navika te za izricanje prošlih radnji koje su se dogodile jedna za drugom. Tvori se dodavanjem nastavka -ed na pravilne glagole (-d na one koji završavaju na -e), ali nepravilni glagoli imaju vlastite oblike, primjerice: see > saw, do > did, light > lit, give > gave, put > put...
| Lice    | Lice       | Potvrdne rečenice | Niječne rečenice      | Upitne rečenice     |
| ------- | ---------- | ----------------- | --------------------- | ------------------- |
| Jednina | Prvo lice  | I lived           | I didn't live         | Did I live?         |
| Jednina | Drugo lice | You lived         | You didn't live       | Did you live?       |
| Jednina | Treće lice | He/she/it lived   | He/she/it didn't live | Did he/she/it live? |
| Množina | Prvo lice  | We lived          | We didn't live        | Did we live?        |
| Množina | Drugo lice | You lived         | You didn't live       | Did you live?       |
| Množina | Treće lice | They lived        | They didn't live      | Did they live?      |

Oblik didn't može biti i did not kada se želi naglasiti negacija.
Glagol biti jedini ima više oblika u ovom vremenu.
| Lice    | Lice       | Potvrdne rečenice | Niječne rečenice  | Upitne rečenice |
| ------- | ---------- | ----------------- | ----------------- | --------------- |
| Jednina | Prvo lice  | I was             | I was not         | Was I?          |
| Jednina | Drugo lice | You were          | You were not      | Were you?       |
| Jednina | Treće lice | He/she/it was     | He/she/it was not | Was he/she/it?  |
| Množina | Prvo lice  | We were           | We were not       | Were we?        |
| Množina | Drugo lice | You were          | You were not      | Were you?       |
| Množina | Treće lice | They were         | They were not     | Were they?      |

Negativni oblici mogu se skratiti, primjerice: you were not > you weren't, she was not > she wasn't. U prvom se licu jednine također može skratiti oblik: I was not > I wasn't.

#### Past continuous tense
Prošlo trajno vrijeme ili past continuous tense upotrebljavamo za izricanje radnje koja je trajala u prošlosti prije i nakon neke druge radnje, za izricanje radnje koja je trajala u prošlosti prije i nakon nekog vremenskog perioda ili određene točke u prošlosti, za izricanje više istodobnih radnji u prošlosti, za izricanje radnji kada je naglasak na učestalom ponavljanju u prošlosti, uz glagole kojima se izriče promjena ili rast te u opisivanju prošlih događaja kada se naglasak stavlja na trajanje. Tvori se od jednostavnog prošlog vremena glagola biti i participa prezenta glagola.
| Lice    | Lice       | Potvrdne rečenice    | Niječne rečenice         | Upitne rečenice       |
| ------- | ---------- | -------------------- | ------------------------ | --------------------- |
| Jednina | Prvo lice  | I was living         | I was not living         | Was I living?         |
| Jednina | Drugo lice | You were living      | You were not living      | Were you living?      |
| Jednina | Treće lice | He/she/it was living | He/she/it was not living | Was he/she/it living? |
| Množina | Prvo lice  | We were living       | We were not living       | Were we living?       |
| Množina | Drugo lice | You were living      | You were not living      | Were you living?      |
| Množina | Treće lice | They were living     | They were not living     | Were they living?     |

Glagol biti može skratiti svoju negaciju kao i u jednostavnom prošlom vremenu.

#### Past perfect tense
Past perfect tense rabi se za izricanje radnji koje su se dogodile i završile prije neke druge prošle radnje (druga se radnja obično izražava jednostavnim prošlim vremenom), za objašnjavanje radnje u prošlosti, to jest za izricanje radnje koja je uzrokovala koju drugu radnju, za izricanje radnje koja je počela u prošlosti i trajala do određene točke u prošlosti. Obično se upotrebljava u svršenim rečenicama s nekim drugim prošlim vremenom. Tvori se od jednostavnog prošlog vremena glagola imati (had) i participa prošlog.
| Lice    | Lice       | Potvrdne rečenice   | Niječne rečenice        | Upitne rečenice      |
| ------- | ---------- | ------------------- | ----------------------- | -------------------- |
| Jednina | Prvo lice  | I had lived         | I had not lived         | Had I lived?         |
| Jednina | Drugo lice | You had lived       | You had not lived       | Had you lived?       |
| Jednina | Treće lice | He/she/it had lived | He/she/it had not lived | Had he/she/it lived? |
| Množina | Prvo lice  | We had lived        | We had not lived        | Had we lived?        |
| Množina | Drugo lice | You had lived       | You had not lived       | Had you lived?       |
| Množina | Treće lice | They had lived      | They had not lived      | Had they lived?      |

Oblik had not moguće je skratiti u hadn't.

#### Past perfect continuous tense
Past perfect continuous tense englesko je glagolsko vrijeme koje izražava neku dužu radnju koja se dogodila prije neke druge radnje, zapravo je jako sličan prošlom svršenom vremenu, ali stavlja naglasak na trajanje radnje. Tvori se od jednostavnog prošlog vremena  glagola imati (had), participa prošlog glagola biti (been) i participa sadašnjeg glavnog glagola.
| Lice    | Lice       | Potvrdne rečenice         | Niječne rečenice              | Upitne rečenice            |
| ------- | ---------- | ------------------------- | ----------------------------- | -------------------------- |
| Jednina | Prvo lice  | I had been living         | I had not been living         | Had I been living?         |
| Jednina | Drugo lice | You had been living       | You had not been living       | Had you been living?       |
| Jednina | Treće lice | He/she/it had been living | He/she/it had not been living | Had he/she/it been living? |
| Množina | Prvo lice  | We had been living        | We had not been living        | Had we been living?        |
| Množina | Drugo lice | You had been living       | You had not been living       | Had you been living?       |
| Množina | Treće lice | They had been living      | They had not been living      | Had they been living?      |

Oblik had not moguće je skratiti u hadn't kao i u prošlom svršenom vremenu.

#### Izražavanje budućnosti
Engleski ne spreže svoje glagole za buduće vrijeme, ali ima nekoliko načina izražavanja jednostavne budućnosti koji uključuju upotrebu sadašnjih vremena i modalnih glagola poput will. Često se rabe jednostavno sadašnje vrijeme (planovi za budućnost koji su točno određeni rasporedom i sl.) i trajno sadašnje vrijeme (budući dogovori, nisu fiksirani), be going to + infinitiv (namjere koje već duže vrijeme imamo, planovi, što bi se moglo dogoditi ako postoji opravdana pretpostavka), jednostavno buduće vrijeme (za buduće događaje koje vidimo kao činjenice, vjerovanja, nadanja, ponude i obećanja za budućnost, odluke koje su donesene u trenutku govorenja, spontane odluke te za radnje i pretpostavke koje se mogu, ali ne moraju, dogoditi u budućnosti) i future perfect tense (za izražavanje radnje koja će se odviti, to jest dogoditi do određene točke u budućnosti ili za izricanje radnje koja će se dogoditi prije određene radnje u budućnosti). Postoje i jednostavno trajno buduće vrijeme te buduće svršeno trajno vrijeme. Moguće je upotrebljavati i modalne glagole might i may za izražavanje radnji u koje smo manje sigurni.

##### Jednostavno buduće vrijeme i jednostavno trajno buduće vrijeme
Jednostavno buduće vrijeme ili future simple tense tvori se dodavanjem oblika will (također i will not za negaciju što se može skratiti u won't) ispred glagola u potvrdnim rečenicama i na početak rečenice u upitnim rečenicama, primjerice I will study, you won't eat, will he go? Može se tvoriti i od oblika shall koji je čest u Americi.
Jednostavno trajno buduće vrijeme ili future continuous tense pokazuje radnju koja će se događati tijekom dužeg vremena u budućnosti, za radnje koje će se događati u nekom određenom vremenu u budućnosti i za radnje o čijem izvođenju nagađamo. Tvori se od jednostavnog budućeg oblika glagola biti (will be) i participa prezenta glavnog glagola.
I will be eating at 4 p.m. – Jest ću u 16 sati.
Bolji bi prijevod možda bio: Ja ću biti u procesu jedenja kada bude 16 sati.

##### Future perfect tenseiFuture perfect continuous tense
Već spomenuti future perfect tense upotrebljava se za izražavanje radnje koja će se odviti, to jest dogoditi do određene točke u budućnosti ili za izricanje radnje koja će se dogoditi prije određene radnje u budućnosti.
Future perfect continuous tense također izražava radnju koja će se događati do određena trenutka u budućnosti, fokus je na trajanju.
Future perfect tense tvori se od oblika will, glagola imati (have) i participa prošlog glavnog glagola.
By the time you come back, I will have eaten. – Dok se ti vratiš, ja ću već pojesti.
Future perfect continuous tense tvori se od oblika glagola will, glagola imati (have), participa prošlog glagola biti (been) i participa sadašnjeg glavnog glagola.
By the time you come back, I will have already been studying for ten hours. – Dok se ti vratiš, ja ću već učiti deset sati.

#### Subjunktiv
Subjunktiv (subjunctive) ili konjunktiv u engleskome se rabi za izricanje radnji koje nisu stvarne. Postoje sadašnji i prošli.
Sadašnji se konjunktiv rabi tvori jednako present simple tense, ali u trećem licu jednine nema svojega karakterističnog nastavka -(e)s. Glagol biti ima samo jedan oblik: be, a glagol imati have.
| Lice    | Lice       | Pravilan glagol | Glagol be    | Glagol have    |
| ------- | ---------- | --------------- | ------------ | -------------- |
| Jednina | Prvo lice  | I live          | I be         | I have         |
| Jednina | Drugo lice | You live        | You be       | You have       |
| Jednina | Treće lice | He/she/it live  | He/she/it be | He/she/it have |
| Množina | Prvo lice  | We live         | We be        | We have        |
| Množina | Drugo lice | You live        | You be       | You have       |
| Množina | Treće lice | They live       | They be      | They have      |

Rabi se u nekim izrazima:
- Long live the king!
  - Dugo živio kralj!
- Come what may, I will stay here!
  - Ma što bilo, ja ostajem ovdje!
- Far be it from me to do him any harm!
  - Nisam ni pomislio da mu učinim nažao!
- Heaven forbid  blaspheme.
  - Nebesa zabranila da bogohulim.

Pojavljuje se u zavisnim surečenicama kada se citira nekoga, to jest navode tuđe riječi, kada se izriču želje i nadanje te uz glagole to require, to suggest, to be necessary, to advise, to insist, to ask i druge:
- He’ll join the band on the condition that he be the singer.
  - Pridružit će se bendu pod uvjetom da će biti pjevač.
- I asked that everyone be on time.
  - Zamolio sam da svi budu ondje na vrijeme.
- I prefer that he go alone.
  - Draže mi je da ide sam.
- I suggest we leave as soon as possible.
  - Predlažem da odemo što je prije moguće.

Subjunktiv sadašnji rijetko se rabi u govornome engleskom, či je u formalnijim kontekstima.
Subjunktiv prošli rabi se za izricanje uvjeta koji nisu ostvarivi, to jest potpuno su nerealni. Oblikom je jednak past simple tenseu, ali glagol biti uvijek ima oblik were.
| Lice    | Lice       | Pravilan glagol | Nepravilan glagol | Glagol be      |
| ------- | ---------- | --------------- | ----------------- | -------------- |
| Jednina | Prvo lice  | I lived         | I said            | I were         |
| Jednina | Drugo lice | You lived       | You said          | You were       |
| Jednina | Treće lice | He/she/it lived | He/she/it said    | He/she/it were |
| Množina | Prvo lice  | We lived        | We said           | We were        |
| Množina | Drugo lice | You lived       | You said          | You were       |
| Množina | Treće lice | They lived      | They said         | They were      |

Pojavljuje se u zavisnim surečenicama pogodbenih zavisnosloženih rečenica kako bi izrekao nešto nemoguće. U glavnoj senda rabi kondicional:
- If I were a billionare, I would help poor children.
  - Kad bih bio milijarder, pomagao bih siromašnoj djeci.
- If I said something, would you listen to me?
  - Da kažem što, bi li me poslušao?

#### Conditional
Kondicional (conditional) se rabi za izricanje radnje koja je rezultat uvjeta (dakle, rabi se u zavisnoj surečenici pogodbenih rečenica). Ne smatra se pravim oblikom jer se tvori od modalnih glagola. Postoje budući (kondicional I.), sadašnji (kondicional II.) i prošli (kondicional III.) oblici.
Kondicional I. tvori se od modalnog glagola will i rječničkog oblika glagola (jednak je future simple tense). Ovdje su neki primjeri:
- If I write you a letter today, you will get it tomorrow.
  - Ako ti danas napišem pismo, dobit ćeš ga sutra.

Sadašnji se oblici tvore modalnim glagolom would (rjeđe should) i rječničkim oblikom glagola. Svi su glagoli pravilni, čak i glagol biti:
| Lice    | Lice       | Pravilan glagol      | Glagol be          |
| ------- | ---------- | -------------------- | ------------------ |
| Jednina | Prvo lice  | I would live         | I would be         |
| Jednina | Drugo lice | You would live       | You would be       |
| Jednina | Treće lice | He/she/it would live | He/she/it would be |
| Množina | Prvo lice  | We would live        | We would be        |
| Množina | Drugo lice | You would live       | You would be       |
| Množina | Treće lice | They would live      | They would be      |

Rabi se u glavnoj surečenici pogodbene zavisnosložene rečenice u sadašnjosti ili budućnosti:
- If I were a billionare, I would help poor children.
  - Kad bih bio milijarder, pomagao bih siromašnoj djeci.

Također se pojavljuje kada je pogodba pretpostavljena (nije izravno navedena), a izražava se inklinacija tomu ili njezin nedostatak:
- You would not like to go (if you had to)?
  - Ne bi htio ići (kad bi morao)?

Kondicional III. tvore se od kondicionala sadašnjeg glagola have i rječničkog oblika glagola:
| Lice    | Lice       | Pravilan glagol           | Glagol be               |
| ------- | ---------- | ------------------------- | ----------------------- |
| Jednina | Prvo lice  | I would have live         | I would have be         |
| Jednina | Drugo lice | You would have live       | You would have be       |
| Jednina | Treće lice | He/she/it would have live | He/she/it would have be |
| Množina | Prvo lice  | We would have live        | We would have be        |
| Množina | Drugo lice | You would have live       | You would have be       |
| Množina | Treće lice | They would have live      | They would have be      |

Rabi se kada se pluskvamperfekt pojavljuje u zavisnoj surečenici pogodbe, dakle za izricanje prošle pogodbe:
- If they had received your letter, they would have answered it.
  - Da su bili primili tvoje pismo, bili bi odgovorili na nj.

Ne bi bilo dobro pomiješati kondicionale s modalnom upotrebom glagola would i should. Should se rabi za izricanje potrebe ili obveze, a would želje.
Would se upotrebljava i kao pristojna zamolba.
- Would you be kind enough to help an old lady?
- Bi li bila toliko draga da pomogneš jednoj starici?

#### Imperativ
Imperativ (imperative) izriče zapovijed ili, kada je prisutna negacija, zabranu. U drugom licu jednine i množine upotrebljava se osnovni oblik glagola, a u ostalim se licima pojavljuje glagol let:
| Lice    | Lice       | Pravilan glagol    |
| ------- | ---------- | ------------------ |
| Jednina | Prvo lice  | let me ask         |
| Jednina | Drugo lice | ask                |
| Jednina | Treće lice | let him/her/it ask |
| Množina | Prvo lice  | let us ask         |
| Množina | Drugo lice | ask                |
| Množina | Treće lice | let them ask       |

Primjeri su upotrebe imperativa:
- Come here!
  - Dođi ovamo!
- Let Anna cook instead of her.
  - Neka Anna kuha umjesto nje.

Oblici za prvo  i treće lice zapravo izriču zahtijev da se dopusti obavljanje radnje, tako je let us ask zapravo 'pustite da pitamo' ili 'pitajmo'. Zbog tog dvostrukog značenja u prvom licu množine postoji oblik let's ask koji znači samo 'pitajmo'. U imperativnome se značenju obično rabi let's u svakodnevnom govoru, a let us u službenome. Oblik let us uvijek se rabi kada se zapovijeda da nas se pusti da radimo.
- Let's ask that man there!
  - Upitajmo onoga čovjeka!
- Policeman! Let us go home!
  - Policajče! Pusti nas da odemo kući!

Imperativ ima i negativan oblik koji se tvori tako da se prije glagola doda do not (skraćeno don't) u drugom licu, a u ostalima je don't let:
- Don't let them hurt that innocent child!
  - Ne dajte im da ozlijede to nevino dijete!

#### Pasiv
Pasiv (passive) se upotrebljava kako bi objekt rečenice postao subjektom. U engleskome se rabi vrlo često, uglavnom kada je subjekt nepoznat ili nebitan.
Tvori se od glagola biti u odgovarajućem vremenu i participa perfekta. Subjekt se može ubaciti u rečenicu prijedlogom by.
| Vrijeme                        | Aktiv                      | Pasiv                               |
| ------------------------------ | -------------------------- | ----------------------------------- |
| present simple                 | I make a cake.             | A cake is made (by me).             |
| present continuous             | I am making a cake.        | A cake is being made (by me).       |
| past simple                    | I made a cake.             | A cake was made (by me).            |
| past continuous                | I was making a cake.       | A cake was being made (by me).      |
| present perfect                | I have made a cake.        | A cake has been made (by me).       |
| pres. perf (by me). continuous | I have been making a cake. | A cake has been being made (by me). |
| past perfect                   | I had made a cake.         | A cake had been made (by me).       |
| future simple                  | I will make a cake.        | A cake will be made (by me).        |
| future perfect                 | I will have made a cake.   | A cake will have been made (by me). |

Ovdje su neki primjeri s neizrečenim subjektom:
- My car was stolen yesterday.
  - Jučer mi je ukraden automobil./Jučer su mi ukrali automobil.
- Problems will be solved by tomorrow.
  - Problemi će biti riješeni do sutra./Problemi će se riješiti do sutra.

Neizravan objekt također može postati subjektom, a tada izravni objekt ostaje na svojemu mjestu.
- He gave flowers to her. > Flowers were given to her.

- He gave her flowers. > She was given flowers.

Pasiv (a posebno pasiv s izrečenim subjektom) nije u duhu hrvatskoga jezika i uglavnom se prevodi aktivnom rečenicom ili nekom sličnom konstrukcijom.

#### Slaganje vremena
U engleskome pravila po kojima vremena dolaze u zavisnu surečenicu ponešto su drukčija od onih u hrvatskome. U ovim tablicama može se vidjeti kako taj sustav funkcionira:
| Sadašnje vrijeme u glavnoj surečenici | Sadašnje vrijeme u glavnoj surečenici | Sadašnje vrijeme u glavnoj surečenici      | Sadašnje vrijeme u glavnoj surečenici  | Prošlo vrijeme u glavnoj surečenici | Prošlo vrijeme u glavnoj surečenici | Prošlo vrijeme u glavnoj surečenici      | Prošlo vrijeme u glavnoj surečenici          |
| Vrijeme zavisne                       | Značenje                              | Primjer                                    | Prijevod                               | Vrijeme zavisne                     | Značenje                            | Primjer                                  | Prijevod                                     |
| ------------------------------------- | ------------------------------------- | ------------------------------------------ | -------------------------------------- | ----------------------------------- | ----------------------------------- | ---------------------------------------- | -------------------------------------------- |
| present tense                         | istodobne radnje                      | I know you are at home.                    | Znam da si kod kuće.                   | past tense                          | istodobna radnja                    | I thought that you liked that house.     | Mislio sam da ti se sviđa kuća.              |
| future tense                          | buduća radnja                         | I know you will be at home.                | Znam da ćeš biti kod kuće.             | future in the past                  | buduća radnja                       | I thought you would like that house.     | Mislio sam da će ti se svidjeti kuća.        |
| past tense                            | prošla radnja                         | I know you were at home.                   | Znam da si bio kod kuće.               | pluperfect tense                    | prošla radnja                       | I thought that you had liked that house. | Mislio sam da ti se (bila) svidjela ta kuća. |
| present perfect tense                 | radnja koja je počela u prošlosti     | I know you have been at home since Sunday. | Znam da si (još) od nedjelje kod kuće. |                                     |                                     |                                          |                                              |

Možemo primijetiti da između hrvatskoga i engleskoga nema velikih razlika kada je glavna surečenica u sadašnjem vremenu, ali, kada je u prošlosti, engleski rabi odgovarajuća vremena, a ne ista kao u sadašnjosti.

#### Participi i infinitiv
Infinitiv s to ima više oblika:
|         | Aktivni       | Aktivni             | Pasivni            |
| Simple  | Continuous    |                     | Pasivni            |
| ------- | ------------- | ------------------- | ------------------ |
| Present | to ask        | to ask              | to be asked        |
| Perfect | to have asked | to have been asking | to have been asked |

Infinitivom se ljudi koriste uz modalne glagole (samo neki primaju infinitiv s to), kao subjekt ili objek, u konstrukciji akuzativa s infinitivom i na razne druge načine:
- He wants to go.
  - Želi ići.
- To lie is harmful.
  - Lagati je štetno.
- We learn languages to discover different cultures.
  - Učimo jezike da otkrijemo drukčije kulture. (doslovce: Učimo jezike otkriti drukčije kulture.)
- I saw him exit.
  - Vidio sam kako izlazi. (doslovce: Vidio sam ga izlaziti.)

Infinitv bez to zapravo je rječnički oblik glagola koji dolazi uz neke modalne glagole poput may, will, should, would i druge.
Oblici glagola na -ing mogu se rabiti kao gerund ili kao particip prezenta.
Ima više oblika:
|         | Aktivni      | Aktivni           | Pasivni           |
| Simple  | Continuous   |                   | Pasivni           |
| ------- | ------------ | ----------------- | ----------------- |
| Present | asking       | asking            | being asked       |
| Perfect | having asked | having been asked | having been asked |

Kao gerund pojavljuje se na mnogim mjestima gdje bismo u hrvatskome rabili infinitiv, kao subjekt ili objekt rečenice i uz prijedloge:
- Hunting is good exercise.
  - Lov je dobra vježba.
- He is fond of driving the car.
  - Voli voziti automobil.
- What prevented you from doing it?
  - Što te spriječilo da to napraviš? (doslovce: Što te spriječilo od činjenja toga?)

Particip prezenta upotrebljava se kao glagolski pridjev i za tvorbu vremena:
- a flying plane
  - leteći zrakoplov
- Not knowing him, she asked what was his name.
  - Ne poznajući ga, pitala ga je kako se zove.
- Having seen wonders of Kentucky I drove west.
  - Vidjevši ljepote Kentuckyja, odvezla sam se na zapad.
- I saw him walking.
  - Vidio sam ga kako hoda. (doslovce: Vidio sam ga hodajući.)
- Weather permitting we shall watch the boat-race.
  - Dopusti li vrijeme, gledat ćemo utrku čamaca. (doslovce: Vrijeme dopuštajući, gledat ćemo utrku čamaca.)

Particip prošli (past participle) rabi se, osim u tvorbi vremena, i kao apsolutni particip i uz akuzativ:
- This done, he jumped into the car and drove away.
  - Počinivši ovo, skočio je u automobil i odvezao se. (doslovce: Ovo učinjeno, skočio je u automobil i odvezao se.)
- I heard his name called.
  - Čuo sam da su mu prozvali ime. (doslovce: Čuo sam mu ime prozvano.)

## Pravopis
Engleski za većinu riječi ima tzv. povijesni pravopis koji je uglavnom fiksiran u vrijeme izuma tiskarstva pa je zbog jezičnih promjena teško predvidjeti izgovor riječi na temelju zapisana oblika.
Vrlo se često spominje da je engleski pravopis jako kaotičan i bez jasnih pravila. Ipak, to nije nužno točno: analize su pokazale da se engleski drži pravila pisanja u čak 84 % riječi od njih 17 000 koliko ih je uzela jedna studija iz SAD-a. Samo je 3 % riječi imalo tako veliku razliku između načina pisanja i izgovora da ih je bilo potrebno naučiti napamet. Često se zna spomenuti da su tri četvrtine engleskoga pravopisa pravilne. Pravopis se čini kaotičnim jer je većina najčešćih riječi ujedno i jako nepravilna.
Unatoč svim problemima, razvoj engleskoga pravopisa može se pratiti tijekom povijesti i tako se mogu utvrditi razlozi nepravilnosti. Kao najvažniji uzroci spominju se promjena kvalitete samoglasnika, nedostatak formalne organizacije koja bi upravljala pravopisom i posuđivanje iz stranih jezika. Može se reći da engleski ima više pravopisnih sustava s obzirom na to iz kojega jezika riječ dolazi: anglosaski, skandinavski, francuski (dva dijalekta – normandijski i pariški), latinski i grčki. Riječi također ulaze u engleski iz raznih jezika svijeta.

### Povijest
Engleski je, poput mnogih drugih jezika Europe, prihvatio latinično pismo i prilagodio ga svojim potrebama. Moderna engleska abeceda ima 26 slova.
Kada je latinska abeceda primijenjena na staroengleski, nekoliko je glasova posuđeno iz runskoga pisma zvana Furthark jer latinica nije imala dovoljno slova da označi sve staroengleske glasove. Iako je još bilo više glasova nego slova kojima bi se mogli zapisati, staroengleski je imao poprilično dobar pravopis.
Povijesni događaji koji su uslijedili uništili su ovaj sustav: normanska osvajanja Britanije dovela su francuske pisare koji su upotrebljavali vlastita pravila u engleskome (tako su englesko ⟨cw⟩ zamijenili svojim ⟨qu⟩ i od cwen napravili modernu queen). Kada je tiskarski stroj došao iz kontinentalne Europe, flamanski su tiskari uveli svoja pravila: skup ⟨gh⟩ upotrebljavali su za glas /g/ (staroengleski gast, flamanski gheest, moderni engleski ghost).
Učenjaci 16. stoljeća u engleske su riječi nastojali ubaciti slova kako bi bolje pokazivali svoje latinske i grčke korijene. Tako je riječ doubt dobila svoje ⟨b⟩ koje se ne izgovara jer dolazi od latinskoga dubitum iako je u engleski posuđena iz starofrancuskoga u kojem se također nije izgovaralo ni pisalo slovo ⟨b⟩. Ponekad se znala dogoditi i pogreška: staroengleska riječ īeġland ('otok') dala je srednjoenglesku riječ iland, ali riječ je izgledala neobično slično riječi isle (iz francuskoga s istim značenjem) u kojoj se nalazi etimološko ⟨s⟩ koje se ne izgovara. Analoški je iland postala moderna riječ island.
Engleski jezik nema instituciju koja nadgleda jezik poput Francuske akademije (Académie Française). U početku su ljudi upotrebljavali svoje vlastite pravopise koji su se međusobno razlikovali. Pravopis koji će tko upotrijebiti ovisio je o edukaciji, ali i o stupnju formalnosti teksta koji je pisac pisao. Henrik V. pisao je gotovo pa sva svoja pisma na engleskome, a sve standardiziraniji način pisanja širio se engleskom administracijom. Ovaj način pisanja kopirali su pisari diljem zemlje. Uvođenje tiskarstva 1476. godine također je pomoglo standardizaciji pisma.

Veliku odmaku između pisane i govorene riječi pridonijela je i serija glasovnih promjena imena Promjena kvalitete samoglasnika (eng. Great Vowel Shift).
Može se reći da je moderni engleski pravopis rezultat spora konsenzusa između tiskara i leksikografa kojem su pripomogli učitelji, autori početnica za opismenjivanje i pisci. U drugoj polovici 18. stoljeća Dictionary of the English Language (1755.) Samuela Johnsona postao je uzor pismenu dijelu društva i pomogao prihvaćanju standarda. Do kraja 19. stoljeća tiskari, rječnici i pisci bili su gotovo poptuno jednoglasni po pitanju pravopisa engleskoga.
Ipak, taj konsenzus nikada nije u potpunosti formaliziran pa se i dan-danas mogu naći neke riječi koje se mogu pisati na više načina: poznati su primjeri britanskoga engleskog gaol/jail, despatch/dispatch, advisor/adviser i enquire/inquire te završetci -ise/-ize kao u organise/organize. Još je jedno područje u kojem se ovo može primijetiti uvođenje stranih riječi: riječi koje potječu iz jezika koji ne rabe latinicu mogu se pisati na više načina: tako se ruski царь može pisati kao czar, tsar ili tzar. Jogurt, posuđen iz turskoga, može biti yogurt, yoghurt ili pak yoghourt..

### Učenje pravopisa u djece
Djeca kojima je engleski materinski jezik učeći prolaze istim fazama učenja kao i druga djeca: u početku nastoje oponašati slova u svojem crtanju: razumiju da pisanje nije isto što i crtanje, ali još ne znaju da predstavlja govor. Tada slijedi vrijeme kada dijete nauči slova i shvati da služi zapisivanju govora čineći mnoge pogreške u pisanju jer se u njemu vodi izgovorom. Uskoro nauči kako se određene riječi pišu. Te riječi znaju napisati jer su ih prije vidjeli, ali ubrzo će podsvjesno iz tih riječi izvući uzorke koje će kasnije slijediti u pisanju. S vremenom će naučiti sva pravila engleskoga pravopisa.
Rebecca Treiman i Marie Cassar smatraju da djeca u ranim fazama ne ovise samo o izgovoru, nego i o morfološkim pravilima koja već poznaju i o nekim pravilima koja su već primijetila, primjerice da se slovo ⟨a⟩ rijetko pojavljuje udvostručeno, ali ⟨e⟩ puno češće. Stoga postoji manja šansa da će dijete pogriješiti i napisati ⟨aa⟩ gdje ne treba nego ⟨ee⟩.

## Vanjske poveznice
- Ethnologue (14th)
- Osnovna gramatika engleskog jezika